# Jáma Marie
Jáma Marie byla černouhelným dolem v žacléřském revíru, na katastru obce Lampertice v okrese Trutnov v Královéhradeckém kraji.

## Historie
V roce 1811 byly položeny v Žacléři první důlní míry. Dne 30. října 1811 byla propůjčená důlní míra Marie Pomocná (Mariahilf mas) dvěma společníkům Ignáci Sklenkovi a Engebertu Pohlovi. Důlní míra zahrnovala odkrytou sloj na pozemku Josefa Pürgela. V roce 1814 důlní míra byla v rukou Engelberta Pohla. Do roku 1841 byla v držení dcery E. Pohla Veroniky a jeho zetě Františka Erbena z Borku, kteří ji prodali Vilemu Reichovi z Libavy (Lubawky).
V roce 1811 byla vyhloubena plytká jáma Mariahilf. Na ni byla napojena krátká odvodňovací štola, jejíž ústí končilo na pozemku (louce) usedlosti č. 104 v Lamperticích. Jáma měla obdélníkový průřez 5,5 x 2,6 m.  V roce 1869 byla jáma, už nazývána Marie (Marien Schacht), prohloubena na hloubku 156 m (+425,35 m nad mořem). K odvodnění jámy a větrání překopů a chodeb sloužila štola Egidi. Důl zaměstnával na 250 havířů. V roce 1872  byla jáma prohloubena o dalších 30 m. Na dole byl instalován parní těžní stroj o výkonu 60 HP a parní čerpací stroj o výkonu 90 HP. Jáma sloužila jako těžní a vodní. V roce 1893 byla prohloubena na hloubku 225 m (horizont V). Důl zaměstnával 500 dělníků. V roce 1898 byl důl prodán Západočeskému báňskému akciovému spolku (ZBAS). V roce 1910 byla jáma prohloubena na hloubku 540 m a byl instalován nový těžní stroj. Po ukončení druhé světové války byly doly ZBAS dány pod národní správu a od 1. ledna 1946 byly znárodněny a začleněny pod národní podnik Východočeské uhelné doly (VUD). V roce 1950 doly na Žacléřsku byly sloučeny a přejmenovány na Důl Jan Šverma. Stav jámy Marie se zhoršoval. Mimo úseků v VII patře, kde byla jáma vyzděna 50 cm cihlovou vyzdívkou, byla celá ve výdřevě. Jámový stvol jámy Marie byl vlivem velkých tlaků deformován. Měření v roce 1956 odhalila, jak byla deformace jámy velká. Svislý směr byl natolik prostorově deformovaný, že bylo nutno zastavit její provoz. Jáma byla zlikvidována v roce 1974.